# 곤곡

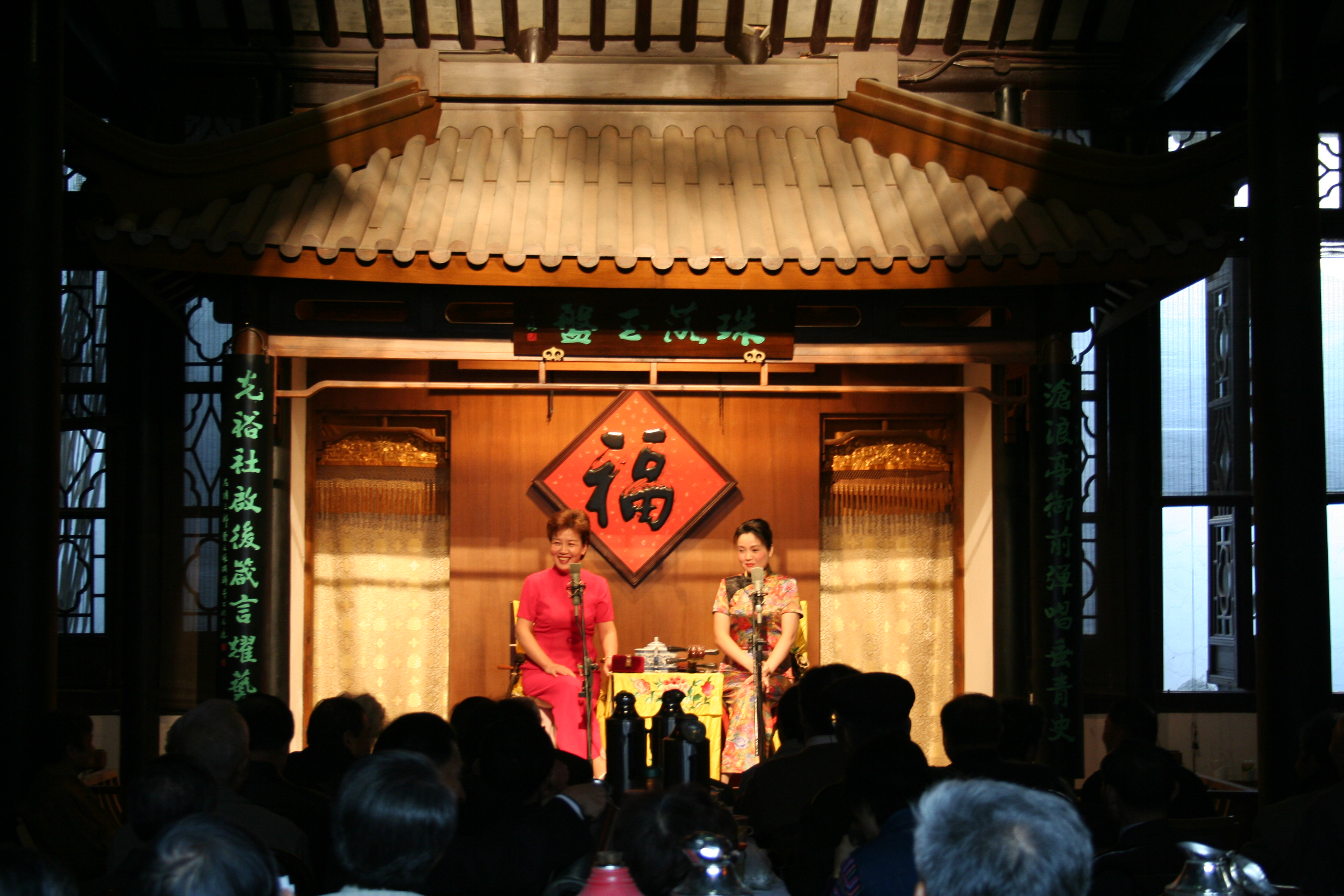
쑤저우의 중국곤곡박물관

곤곡은 쿤산(곤산, 崑山)에서 시작되었다 하여 곤극(崑劇) 또는 곤곡(崑曲), 곤강(崑腔), 곤산강(崑山腔)이라고도 한다.

## 역사
곤곡은 명(明)나라 중기인 1531∼41년 장쑤성[(江蘇省) 쑤저우 쿤산현(崑山縣)에서 위양보(魏良輔) 등이 북곡(北曲)과 남곡(南曲)인 익양강(弋陽腔)과 해염강(海鹽腔)의 장점을 취하여 남곡의 노래양식과 악기(피리)를 통일한 만든 곡조이자 그것에 의하여 만들어진 희곡 및 전통극이다.

## 작품
- 모란정(牡丹亭)

희곡 모란정은 중국 명나라 말기 탕현조(湯顯祖, 1550-1616)의 작품이다. 모두 55착(齪)으로 구성되어 있는 방대한 장편 희극이다. 분량이 방대하여 전편을 무대에 올리게 되면 며칠 동안 공연을 해야 하므로 보통 제10착 유원(遊園), 경몽(驚夢), 제12착 심몽(尋夢), 제14착 사진(寫眞), 제20착 요상　, 제23착 명판(冥判), 제24착 습화(拾畵) 등을 간추려서 공연한다.
- 연환기(連環記)

삼국지의 여포(呂布)와 초선(貂嬋)의 이야기가 소재이다.
- 서상기(西廂記)

당나라 원진의 앵앵전에서 유래
- 완사기(浣紗記)

춘추시대 월나라의 범려(范蠡)와 서시(西施)의 내용이 소재

## 형식
피리, 소(簫), 생황(笙簧), 비파(琵琶) 등의 악기가 반주에 사용된다.

## 특징
곤곡의 노래 곡조와 연출은 다른 극과는 다른 특징이 있다. 곤곡의 대사에는 당시,송사,원곡과 같다.

## 현재
636여년이란 역사를 거친 중국전통 희곡 중 가장 오래된 희곡이다. 한때 북곡을 병합할 정도로 성행하였으나 19세기 초 청나라 때 완성된 경극에 눌려 점차 쇠퇴하다가 지금은 겨우 명맥만 유지하는 지경에 이르렀다. 수저우를 중심으로 하여 몇 개의 극단이 활동 중이다. 현재 전업하고 있는 곳은 아래의 6곳이다.
1. 수저우; 강소성소곤극단(江蘇省蘇昆劇團)(구 蘇州蘇昆劇團)
2. 수저우; 강소성곤극원(江蘇省昆劇院)  보관됨 2008-05-15 - 웨이백 머신
3. 상하이; 상해곤극단(上海昆劇團)
4. 항저우; 절강곤극단(杭州浙江昆劇團) [깨진 링크(과거 내용 찾기)]
5. 베이징; 북방곤극원(北京北方昆曲劇院)
6. 침주호남성곤극단(郴州湖南省昆劇團)

- 浙江永嘉昆曲傳習所
- 2001년 유네스코 무형유산으로 지정되었다.(Kunqu Opera)

## 같이 보기
- 경극
- 월극
- 유원경몽(遊園驚夢), 양극 감독의 홍콩 영화; 2001년작; 주연; 왕조현, 미와자와리에

곤곡중에서 가장 유명한 모란정(牡丹亭) 가운데 유원(遊園)과 경몽(驚夢) 부분을 극화한 것이다, 중국의 황금시대라 할 만한 30년대 상해(上海), 소주(蘇州)에서, 두 여주인공인 왕조현(王祖賢)과 미야자와(宮澤理惠)를 곤곡의 배우로 분하여 연기한다. 영화 중에는 절강곤곡극단(浙江崑劇團) 배우(旦角) 왕봉매(王鳳梅)와 양연(楊娟)의 창공(唱腔)이 나온다. 왕조현과 미야자와리에는 소주사대명원(蘇州四大名園) 가운데 한 곳인 환수산장(環秀山莊)에서 서로 곤곡으로 수희(手戱)를 나눈다.